# Euphorbia tithymaloides
Espèce
Classification phylogénétique
Euphorbia tithymaloides (ou Pedilanthus tithymaloides) est une espèce de plantes à fleurs de la famille des Euphorbiacées originaire d'Amérique centrale et des Antilles. C'est une plante succulente.

## Synonymes
- Pedilanthus fendleri Boiss.
- Pedilanthus gritensis Zahlbr.
- Pedilanthus tithymaloides (L.) Poit.

## Liste des sous-espèces et variétés
Selon Catalogue of Life (1 août 2013), World Checklist of Selected Plant Families (WCSP) (1 août 2013) et NCBI (1 août 2013) :
- sous-espèce Euphorbia tithymaloides subsp. angustifolia (Poit.) V.W.Steinm. (2003)
- sous-espèce Euphorbia tithymaloides subsp. bahamensis (Millsp.) Govaerts (2012)
- sous-espèce Euphorbia tithymaloides subsp. jamaicensis (Millsp. & Britton) V.W.Steinm. (2003)
- sous-espèce Euphorbia tithymaloides subsp. padifolia (L.) V.W.Steinm. (2003)
- sous-espèce Euphorbia tithymaloides subsp. parasitica (Boiss. ex Klotzsch) V.W.Steinm. (2003)
- sous-espèce Euphorbia tithymaloides subsp. retusa (Benth.) V.W.Steinm. (2003)
- sous-espèce Euphorbia tithymaloides subsp. smallii (Millsp.) V.W.Steinm. (2003)
- sous-espèce Euphorbia tithymaloides subsp. tithymaloides

Autre variété selon Tropicos (1 août 2013) (Liste brute contenant possiblement des synonymes) :
- variété Euphorbia tithymaloides var. myrtifolia L.

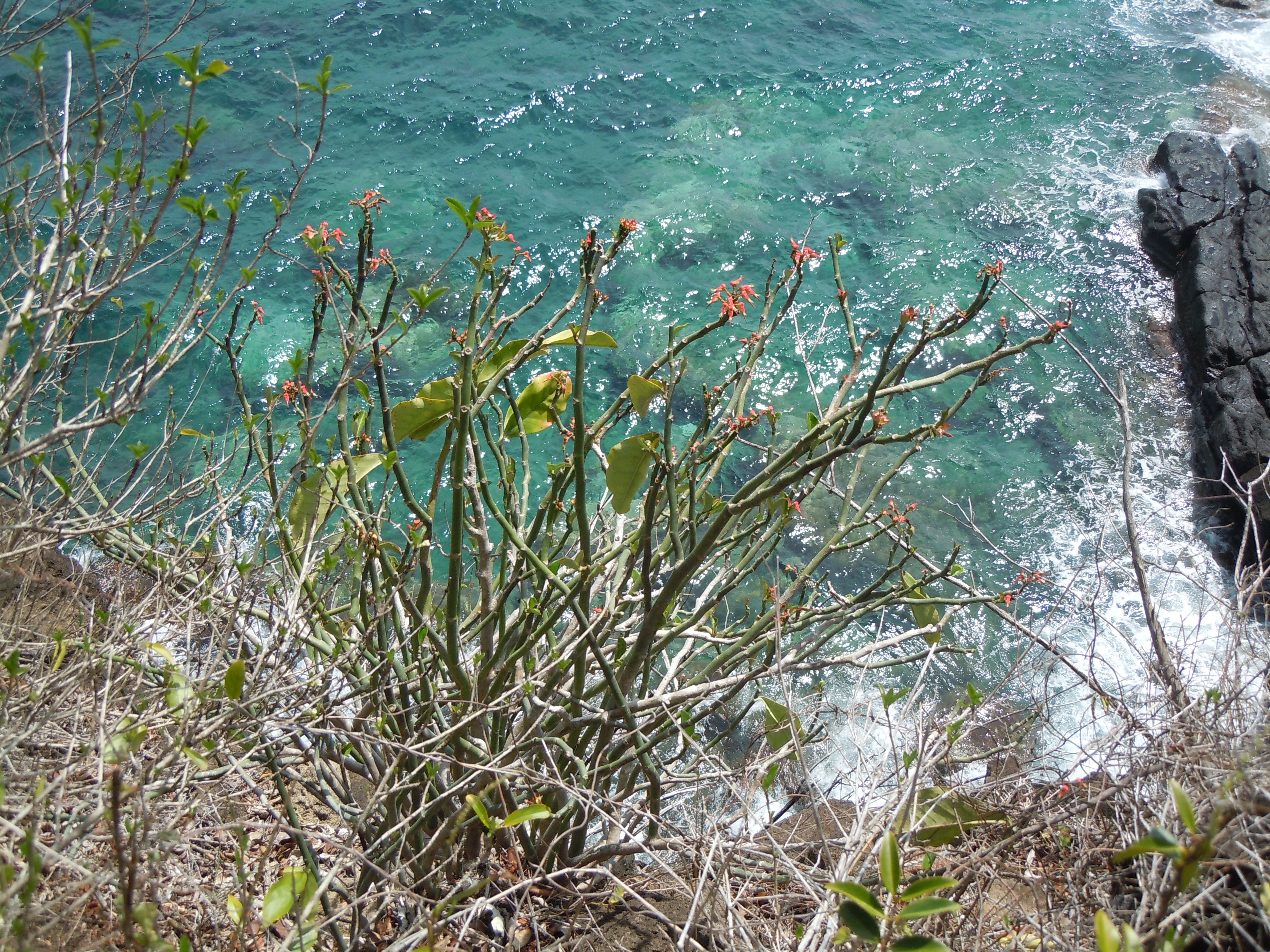
En Guadeloupe, l'arbuste perd ses feuilles pendant la saison sèche.

## Dénominations
La plante est également connue sous le nom scientifique de Pedilanthus tithymaloides. Le genre Pedilanthus ayant été intégré dans le genre Euphorbia, elle est plus correctement connue sous son nouveau nom, Euphorbia tithymaloides ,.
Euphorbia tithymaloides a un grand nombre de noms familiers utilisés par les jardiniers et le public. Parmi eux, on trouve la fleur d'oiseau rouge, la colonne vertébrale du diable, l'épine de lièvre, le misha cimora, la bougie de Noël, la fleur de violon, l'ipecacuahana, l'échelle de Jacob, le poinsettia japonais, le chausson de juif, l'arbousier, les haies de lait, l'euphorbe à feuilles de myrte, la tondeuse à feuilles de padus, l'euphorbe à feuilles de padus, l'euphorbe à pantoufles rouges, le cactus oiseau rouge, la fleur à pantoufles, la plante à pantoufles, l'euphorbe à sabots, timora misha, et zig-zag plant,. Dans d'autres parties du monde, on l'appelle gin-ryu (Japon), pokokok lipan et penawar lipan (Indonésie), airi, baire et agia (Inde), aperejo (Yoruba), sapatinho do diabo (Brésil), itamo real (Puerto Rico), pantoufle (France) et zapatilla del diablo (Mexique),. 
À La Réunion, on l'appelle aussi Bois de lait, Plantes zigzag, Pantouflier et Bois de ma fesse.

## Distribution et description
Euphorbia tithymaloides est originaire des régions tropicales et subtropicales d'Amérique du Nord et d'Amérique centrale. Cette espèce est une espèce à variation clinale, avec une répartition en anneau autour de la Mer des Caraïbes. Les populations des deux extrêmes se rejoignant au niveau des Îles Vierges, ne s'hybridant pas, peuvent être considérées comme deux espèces différentes.
Elle préfère les sols sableux, bien drainés et riches en éléments nutritifs, en particulier ceux qui contiennent des concentrations plus élevées de bore, de cuivre, de fer, de manganèse, de molybdène et de zinc,. Elle est relativement intolérante aux niveaux élevés de salinité du sol, mais présente une tolérance saline si bien fertilisée. La plante est généralement plus grande et a plus de biomasse si elle est bien irriguée. Elle pousse dans les zones ensoleillées.
L'arbuste peut atteindre 1,8 à 2,4 m de hauteur et mesure généralement de 46 à 61 cm de largeur. La feuille est une simple feuille d'angiosperme, disposée en vis-à-vis sur la tige. Chaque feuille est sessile (s'attachant directement à la plante) et mesure de 3,6 à 7,6 cm de long. Les feuilles sont glabres (sans poils) et de forme acuminée, avec un bord entier (lisse). Les nervures dans les feuilles sont pennées.
La plante se termine par une cyme dichotomique, avec un pédoncule soutenant chaque fleur. Les feuilles florales sont bifides (divisées en deux parties) et ovoïdes, tandis que les bractées involucrées sont rouge vif, de forme irrégulièrement acuminée (par ex, le pédicelle mâle est poilu, tandis que la femelle est glabre). La gousse de semence mesure environ 7,6 mm de long et 8,9 mm  de large, de forme ovoïde (avec extrémités tronquées).
La plante fleurit généralement au milieu du printemps. 

## Utilisations

### Culture
Euphorbia tithymaloides a été introduite comme plante de jardin avant 1688. Sa présence dans un jardin a été signalé pour la première fois à Amsterdam ; elle est principalement utilisée comme plante de bordure extérieure, mais certaines variétés conviennent bien à l'intérieur. En raison de sa toxicité, on recommande aux jardiniers de porter des lunettes de protection, des gants, une chemise à manches longues, un pantalon long. La propagation de la plante peut être faite par semis ou coupe. Les boutures doivent être faites au-dessus d'un joint, mesurer de 13 à 15 cm (5 à 6 pouces) de long et être plantées dans un sol sablonneux et riche en éléments nutritifs, et doivent pouvoir s'enraciner avant la plantation. Les boutures doivent être faites en mars - avril ou juin - juillet et au milieu ou au sommet de la tige principale.
Les colibris sont attirés par les fleurs de la plante. Les vers du chou aiment particulièrement ses feuilles.
Les municipalités ont planté des Euphorbia tithymaloides dans les sites d'enfouissement, les sites d'enfouissement de déchets toxiques et le long des routes parce que c'est l'une des rares plantes qui peut prospérer dans ces milieux plus difficiles. 

### Toxicité
Les racines, les tiges et les feuilles de la plante sont toxiques. Ces parties de la plante contiennent de l'euphorbol (un terpène complexe) et d'autres esters diterpéniques, qui sont également cancérigènes, et de l'octacosanol, du cycloarténone, de l'oxime, qui ont tous des propriétés médicinales et toxiques connues.
Même de petites quantités (quelques gouttes) du jus de la racine d'Euphorbia tithymaloides peuvent irriter les muqueuses. Une fois ingéré, l'irritation des muqueuses de l'estomac et des intestins provoque nausées et vomissements. L'application cutanée provoque une irritation, une inflammation et même des ampoules. Si elle est introduite dans l'œil, elle provoque une douleur intense, une kératoconjonctivite et une diminution de l'action visuelle. L'ingestion même de quelques graines peut provoquer des vomissements violents et persistants et une diarrhée extrême.
Si le latex ou le jus de racine entre en contact avec la peau, la victime doit immédiatement se laver à l'eau chaude et au savon. Si le latex ou le jus entre en contact avec les yeux, un rinçage continu à l'eau douce devrait être la première mesure à prendre.

### Usage médicinal
La racine est connue pour être un puissant émétique. Une enzyme protéolytique connue sous le nom de pédilanthaïne peut être extraite du latex de la plante et s'est révélée efficace contre les vers intestinaux et pour réduire l'inflammation lorsqu'elle est ingérée. En 1995, une lectine spécifique du galactose a été purifiée du latex de la plante et il semble que cela pourrait être utile pour combattre le diabète sucré.
En médecine populaire, les feuilles sont utilisées en infusion  pour traiter l'asthme, la toux persistante, la laryngite, les aphtes et les maladies vénériennes. L'infusion de la racine a été utilisée comme un abortif. Le latex a été utilisé pour traiter les callosités, les maux d'oreilles, les piqûres d'insectes, la teigne, le cancer de la peau, les maux de dents, les hernies ombilicales et les verrues. Aucune de ces utilisations n'a été scientifiquement prouvée comme étant efficace. Aux Antilles, on en ajoute quelques gouttes au lait et on en fait un vomitif.    

### Autres utilisations
Au Pérou, la plante est connue sous le nom de "cimora misha", "timora misha" ou "planta magica". Elle est parfois ajoutée aux boissons à base de Trichocereus cacti contenant de la mescaline (bien que Euphorbia tithymaloides n'ait aucune propriété psychoactive connue).
À La Réunion, le tithymale planté près d'un "baro" (portail) est censé éloigner les mauvais esprits.      